# Polilaktyd

Izomery polilaktydu

Polilaktyd, poli(kwas mlekowy), PLA (z ang. polylactic acid) – biodegradowalny polimer należący do grupy poliestrów alifatycznych. Otrzymuje się go z surowców odnawialnych, na przykład mączki kukurydzianej.

## Historia
Po raz pierwszy polilaktyd został uzyskany w 1932 roku dzięki pracownikom z firmy DuPont przez ogrzewanie kwasu mlekowego w próżni. W 1954 metoda jego oczyszczania została opatentowana.  

## Otrzymywanie
PLA otrzymuje się w wyniku polimeryzacji z otwarciem pierścienia  laktydu:
lub poprzez polikondensację kwasu mlekowego:
Polilaktyd, zależnie od zastosowanych do jego polimeryzacji katalizatorów, może być izotaktyczny lub ataktyczny. Przy syntezie z laktydu pochodzącego ze źródeł naturalnych możliwe jest otrzymanie tylko poli-L-laktydu (izotaktycznego z merami o konfiguracji „L”) oraz poli-DL-laktydu (ataktycznego). Poli-L-laktyd (PLLA) ma stopień krystaliczności rzędu 35% i wykazuje typowe własności mechaniczne sztywnego tworzywa termoplastycznego, ma też długi czas całkowitej biodegradacji (powyżej 2 lat). Poli-DL-laktyd (PDLLA) ma własności mechaniczne podobne do kauczuku i znacznie krótszy czas biodegradacji (12–16 miesięcy). Zmieniając stopień taktyczności polilaktydu można uzyskiwać materiały o własnościach pośrednich.

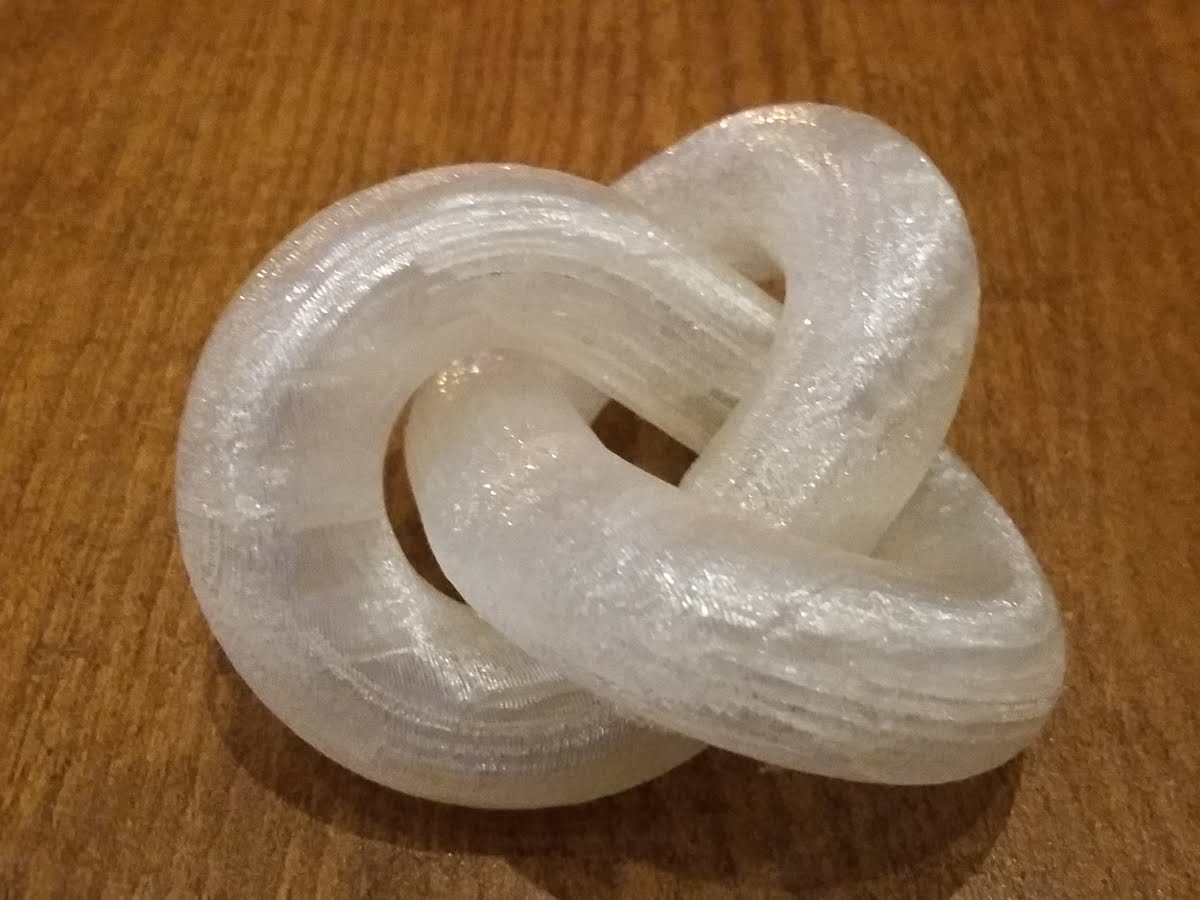
Trójlistnik wydrukowany z polilaktydu

## Zastosowanie
Polilaktyd jest używany głównie dla celów biomedycznych, m.in. do produkcji implantów dentystycznych i resorbowalnych nici chirurgicznych. Istnieją plany stosowania polilaktydu jako zamiennika dla poliolefin i innych polimerów pochodzących z surowców nieodnawialnych. Z polilaktydu produkuje się też butelki i naczynia jednorazowe, które w warunkach specjalistycznego kompostowania przemysłowego rozkładają się w ciągu poniżej 90 dni. Barierą dla zastosowań masowych jest jednak koszt produkcji i przetwarzania tego polimeru.
Współcześnie stosowany jest także jako filament (materiał drukarski) w domowych i profesjonalnych drukarkach 3D (w technice osadzania topionego materiału).